# Myotis cobanensis
Myotis cobanensis es una especie de murciélago de la familia Vespertilionidae.

## Distribución geográfica
Es endémica de Guatemala.